# 洛格龙
洛格龙（法語：Logron，法語發音：[lɔɡʁɔ̃]）是法国厄尔-卢瓦省的一个市镇，位于该省西部偏南，属于沙托丹区。

## 地理
洛格龙（48°8'48"N, 1°15'42"E）面积22.64 平方千米，位于法国中央-卢瓦尔河谷大区厄尔-卢瓦省，该省份为法国北部内陆省份，北起顺时针与厄尔省、伊夫林省、埃松省、卢瓦雷省、卢瓦-谢尔省、萨尔特省和奧恩省接壤。
与洛格龙接壤的市镇（或旧市镇、城区）包括：圣但尼-拉讷赖、弗拉塞、瓦尔迪耶尔、当若。

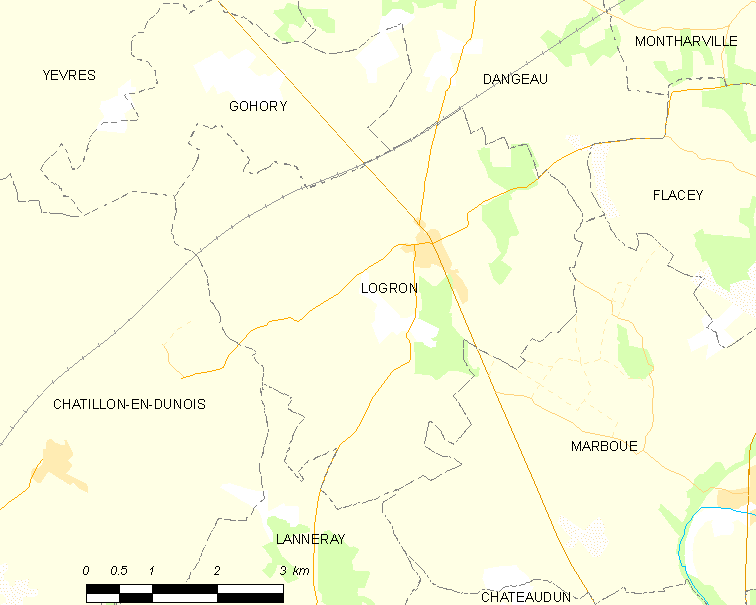
洛格龙的OSM定位图

洛格龙的时区为UTC+01:00、UTC+02:00（夏令时）。

## 行政
洛格龙的邮政编码为28200，INSEE市镇编码为28211。

## 政治
洛格龙所属的省级选区为沙托丹县。

## 人口

1962-2008年间洛格龙人口变化图示

洛格龙于2022年1月1日时的人口数量为587人。